# Bayerische Tapferkeitsmedaille

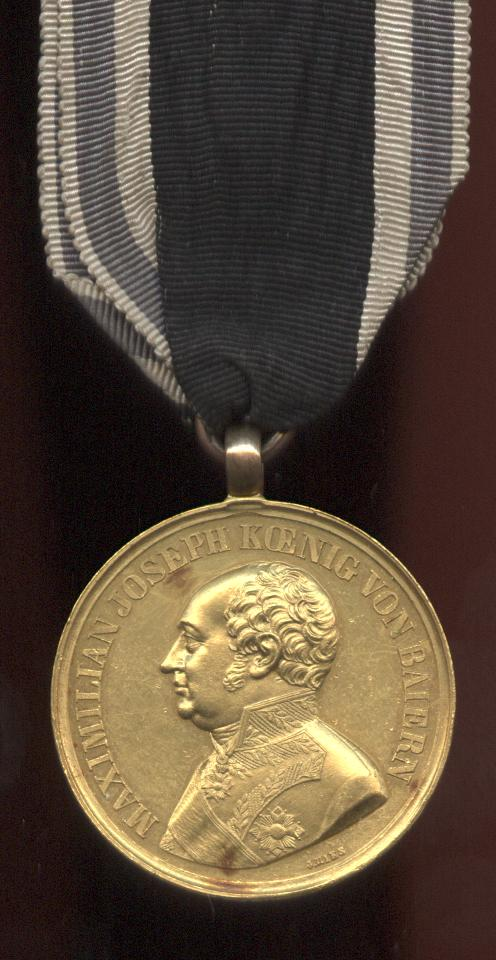
Bayerische Tapferkeitsmedaille, letztes Modell, Vorderseite

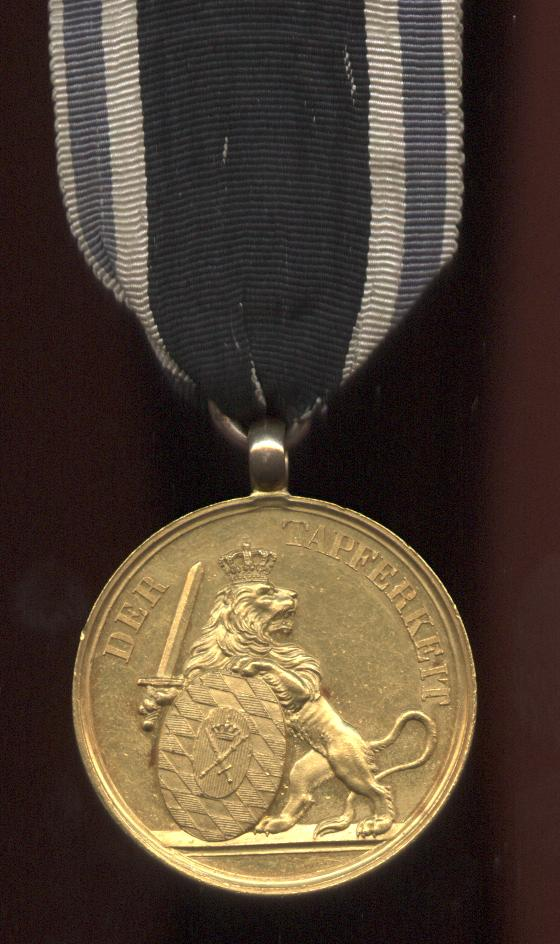
Bayerische Tapferkeitsmedaille, letztes Modell, Rückseite

Die Bayerische Tapferkeitsmedaille wurde unter der amtlichen Bezeichnung Militär-Verdienstmedaille am 30. Oktober 1794 von Kurfürst Carl Theodor von Kurpfalz-Bayern gestiftet zur Belohnung von herausragenden, tapferen Kampfeshandlung der bayerischen Unteroffiziere und Mannschaften. Sie war die höchste Tapferkeitsauszeichnung Bayerns für Nicht-Offiziere. Von Anfang an lautete ihr landläufiger Name „Bayerische Tapferkeitsmedaille“, den sie ab 2. März 1918 auch offiziell erhielt. Nach dem Ende der Monarchie und dem Abschluss der Verleihungen bestand die Ordensgemeinschaft als Körperschaft des öffentlichen Rechts fort.

## Ordensdekoration
Auf der Vorderseite zeigt die älteste Variante das nach rechts gewendete Brustbild des Stifters im Küraß mit barocker Haartracht und der Umschrift CARL THEOD. PF. B. RH. H. I. B. CHVRFVERST (Karl Theodor, Pfalzgraf bei Rhein, Herzog in Baiern, Kurfürst). Die Rückseite ziert ein nach links gewendeter gekrönter Löwe mit Schwert und einem ovalen kurfürstlich pfalzbayerischen Schildwappen, sowie die umlaufende Ordensdevise DER TAPFERKEIT.
Ab Februar 1799 erfolgte die Verleihung der Medaille mit dem Abbild des neuen Kurfürsten Maximilian IV. Joseph in barocker Haartracht und Gewandung mit der Umschrift MAX. JOS. CHVRF. ZV PFALZBAIERN. Ansonsten blieb die Medaille unverändert.
Eine größere optische Neugestaltung erfuhr der Orden im Jahre 1806 nach der Erhebung Bayerns zum Königreich Bayern. Aus dem Kurfürsten war nun König Maximilian I. Joseph geworden und entsprechend änderte sich die Umschrift der Medaille in MAXIMILIAN JOSEPH KOENIG VON BAIERN; überdies ließ sich der König nun nach links gewandt sowie mit zeitgemäßer Frisur und Kleidung darstellen. Ebenso verwandelte sich auf der Rückseite das pfalzbayerische Schild des Löwen in ein königlich bayerisches und das Wappentier trug nun eine Königskrone statt einen Kurhut.
Mit Nuancen bei der Inschrift (zeitweise KÖNIG statt KOENIG), im Stempelschnitt oder in der Aufhängung, blieb die Tapferkeitsmedaille im nunmehrigen Aussehen bis zum Ende der Verleihungen unverändert. In dieser Form ging die Medaille – besonders ihre Löwenseite – ins Bayerische Volksbewusstsein ein und ist zu einem Bestandteil der Bayerischen Geschichte geworden. Der Stempel des letzten Modells, verausgabt im Deutsch-Französischen Krieg 1870/71 und im Ersten Weltkrieg, fertigte der Medailleur Johann Adam Ries (1813–1889). Die verliehenen Originale tragen vorderseitig seine Signatur.
Getragen wurde die Auszeichnung an einem schwarz-weiß-blauen Band auf der linken Brust, zumeist jedoch so, dass die gestalterisch ansprechendere und weitaus populärere Rückseite mit dem gekrönten Löwen sichtbar war. So ist die Medaille auch fast überall abgebildet, sogar auf den offiziellen Publikationen, den Mitgliedsausweisen und dem Briefpapier des Ordens.

## Der Orden und seine Verleihung

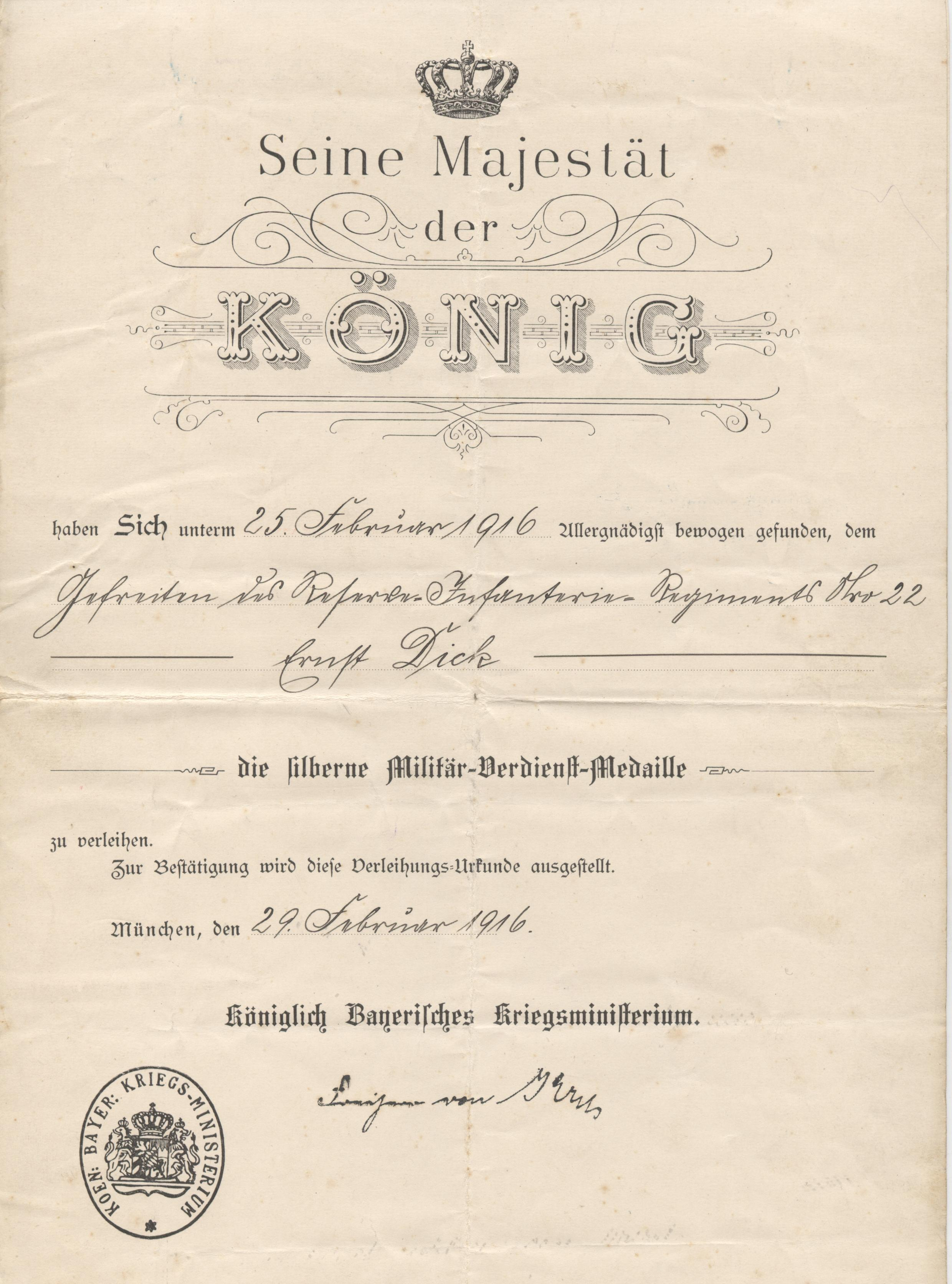
Verleihungsurkunde zur Silberstufe, 1916

Die Medaille war der höchste bayerische Tapferkeitsorden für Nicht-Offiziere und kam in einer Gold- und in einer Silberstufe zur Verleihung, die beide gleich hohes Ansehen genossen. Nach Artikel VI. der Statuten sollte die silberne Dekoration „tapfere Handlungen“ und die goldene „die allerausgezeichnetsten“ belohnen. Laut diesen Statuten „kann nur demjenigen ein solches Ehrenzeichen zugewendet werden, der persönlich eine tapfere Handlung begangen hat, wo der Mann in einer Gelegenheit vor dem Feinde, zur Beförderung des Dienstes, zum guten Ausschlag einer Unternehmung, zur Rettung eines in Gefahr gestandenen Kameraden, Siegeszeichens oder ärarischen Gutes beigetragen hat und eine solche Tat mit glaubwürdigen Zeugen bestätigt worden ist.“ Überdies wurden auch hohe moralische Ansprüche gestellt, denn nach dem gleichen Artikel waren Verleihungen für solche Taten von vornherein ausgeschlossen, die „dumme Vermessenheit oder Raubgierde zum Grunde“ haben.
Artikel VII des Stiftungserlasses weist ausdrücklich darauf hin, dass die Medaillen beider Stufen sparsam zu verleihen seien, „damit der Wert derselben durch Gemeinmachung nicht herabgewürdigt werde.“
Kriegsbedingt wurde die goldene Medaille ab 1917 nicht mehr aus Gold, sondern aus vergoldetem Silber gefertigt.
Mit Erlass König Ludwigs III. vom 2. März 1918 wurde der ohnehin kaum gebräuchliche Name „Bayerische Militär-Verdienstmedaille“ abgeschafft und die bisher schon volkstümliche Bezeichnung „Bayerische Tapferkeitsmedaille“ auch offiziell eingeführt. Der amtliche Titel ist seither „Orden der Bayerischen Tapferkeitsmedaille“. Unter diesem Namen wurde die Medaille 1957 in die Liste der höchsten deutschen Kriegsorden des „Gesetzes über Titel, Orden und Ehrenzeichen“ aufgenommen, deren Inhabern ein monatlicher, staatlicher Ehrensold zustand.
Außerdem entsandte die Bundeswehr beim Ableben der Medaillenträger grundsätzlich eine Ehrenabordnung, die am Sarg Totenwache hielt und bei der Beerdigung den Orden auf einem Kissen mittrug.

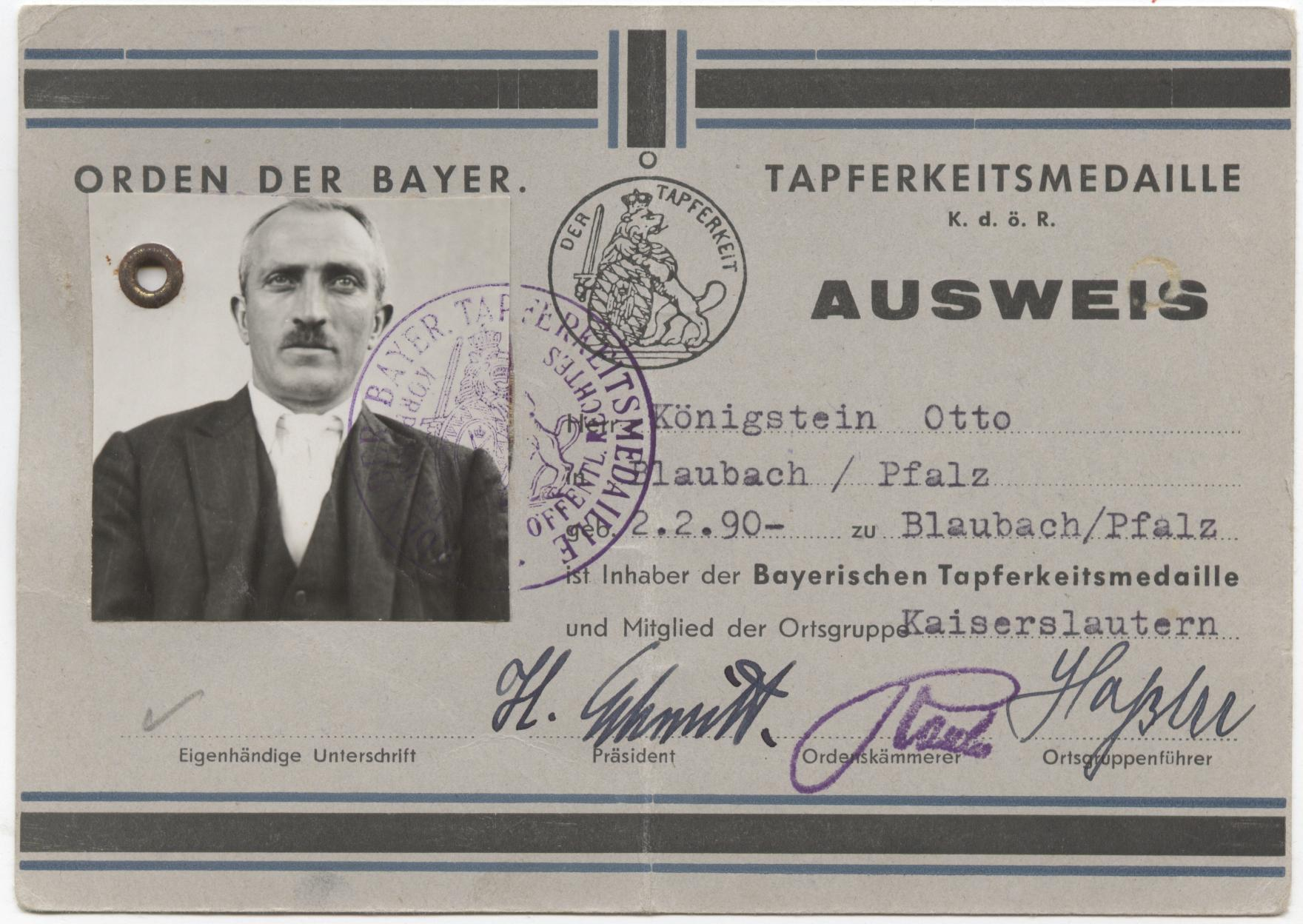
Inhaberausweis eines Trägers der Bayerischen Tapferkeitsmedaille

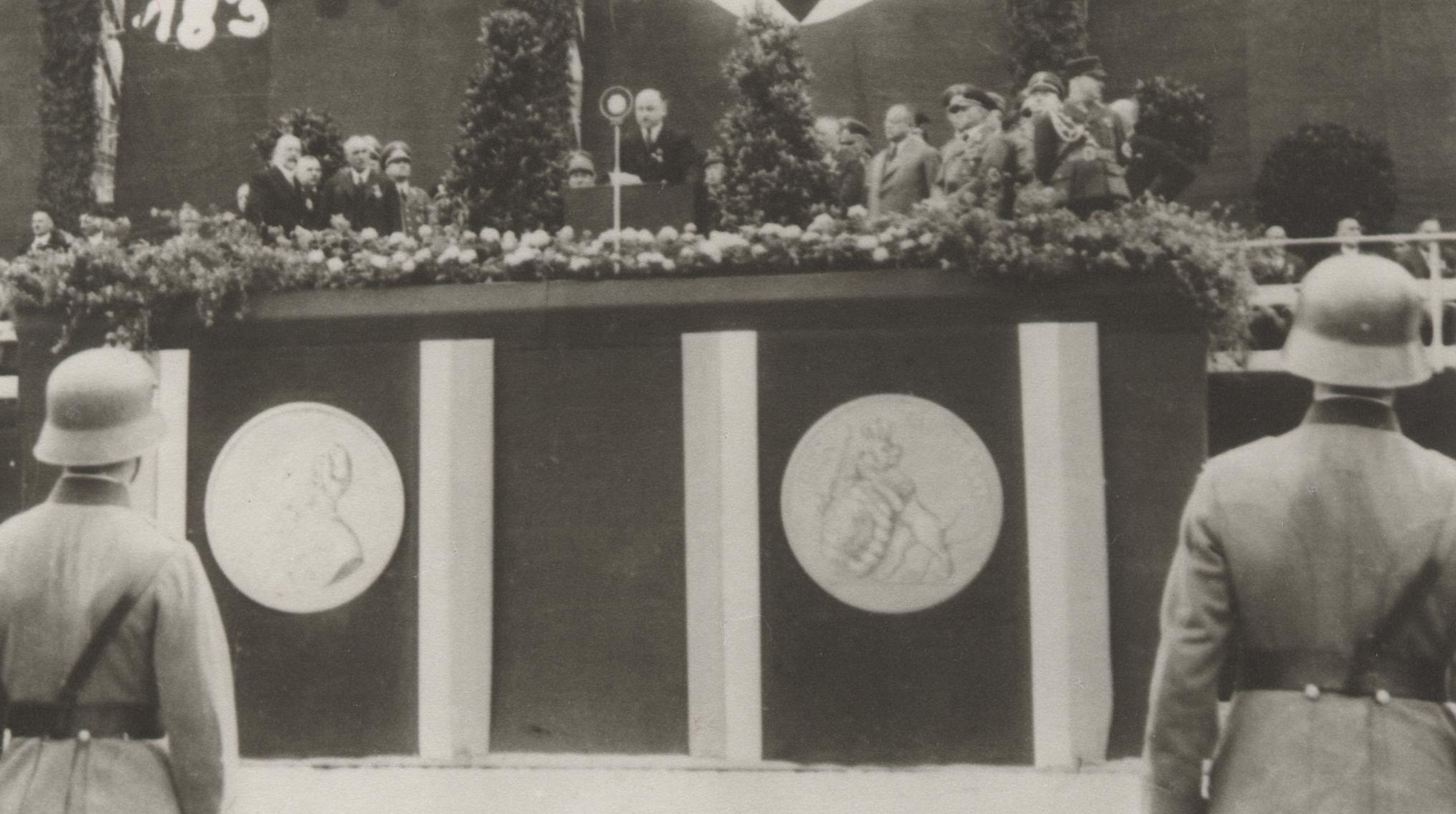
Tag der Bay.Tapferkeitsmedaille, München 1935. Am Rednerpult der Ordenspräsident Hans Zöberlein, die Tribüne ist in den Farben und mit Abbildungen der Tapferkeitsmedaille geschmückt.

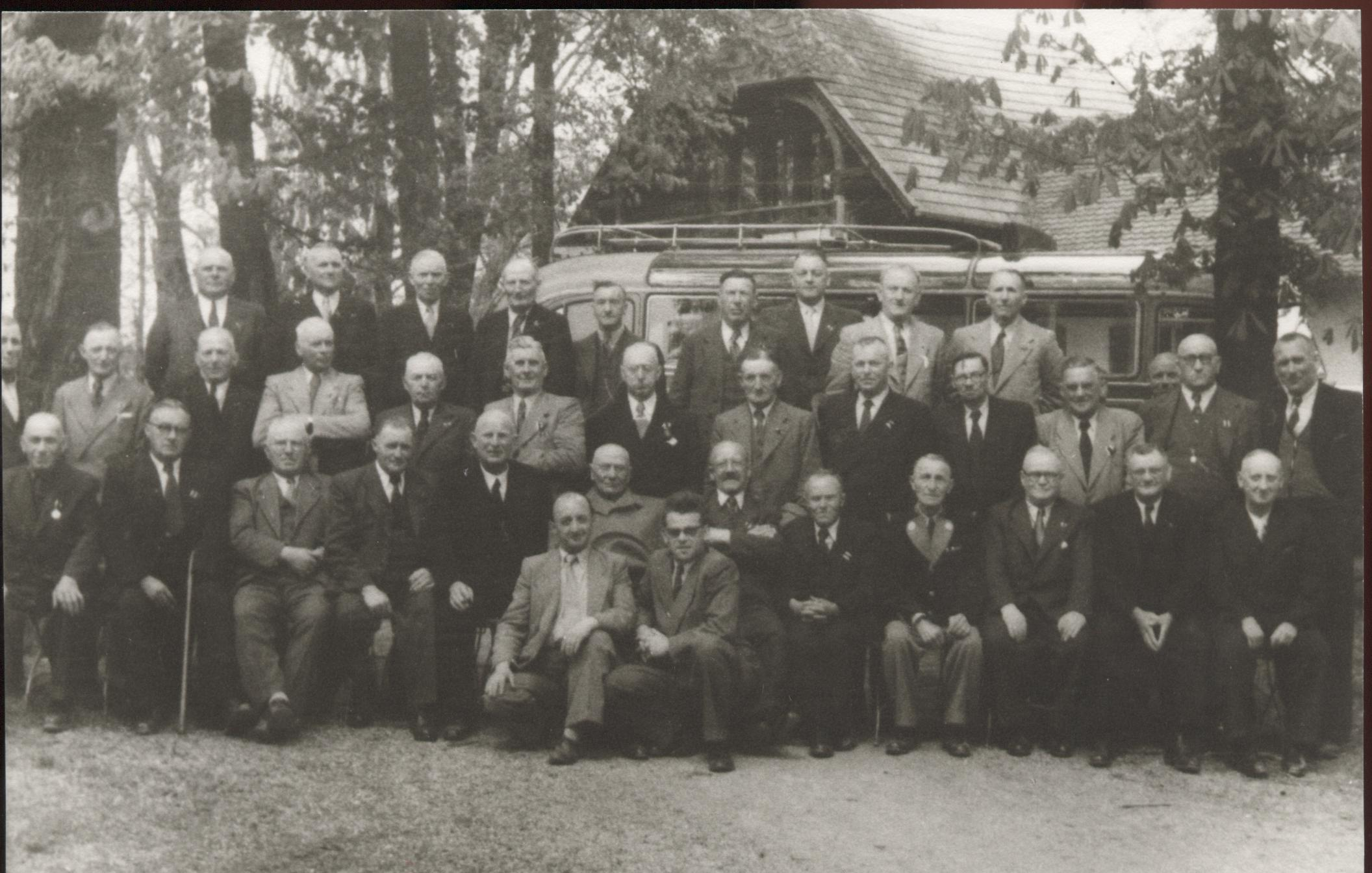
Die Ritter der Bayerischen Tapferkeitsmedaille mit Kronprinz Rupprecht von Bayern, an dessen 85. Geburtstag. Der Kronprinz vorn mittig, sitzend, mit Hut in der Hand. Der Medailleninhaber Friedrich Bengel, aus dessen Besitz das Bild stammt, hinterste Reihe, ganz links außen.

Sowohl in der alten Armee bis 1918 als auch in der Reichswehr, in der Wehrmacht und noch bei der Bundeswehr sahen die Dienstvorschriften verpflichtend vor, dass die Schildwachen der Kasernen vor den Trägern der Bayerischen Tapferkeitsmedaille Ehrenbezeugungen vorzunehmen hatten, wenn diese den Orden – selbst auf der Zivilkleidung – sichtbar trugen.
Jährlich am 13. Oktober fand in München eine Seelenmesse für die verstorbenen Mitglieder des Bayerischen Militär-Max-Joseph-Ordens statt, in die ausdrücklich auch die verstorbenen Träger der Bayerischen Tapferkeitsmedaille eingeschlossen waren. Der Max-Joseph-Orden für Offiziere und die Tapferkeitsmedaille für Nicht-Offiziere waren in jeweils ihrem Verleihungsbereich absolut gleichwertig. Beide Dekorationen hatten zur Verdeutlichung auch das gleiche Ordensband. Für Militärärzte wurde 1914 – ebenfalls am gleichen Band – eine Sonderform als höchste persönliche Tapferkeitsauszeichnung geschaffen, der Bayerische Militär-Sanitäts-Orden.
Die letzte Bayerische Tapferkeitsmedaille verlieh der Freistaat Bayern im März 1920 für eine tapfere Handlung im Ersten Weltkrieg.
Als Rechtsnachfolger des Königreiches Bayern fühlt sich der Freistaat noch heute dem hohen Orden und seinen Trägern verpflichtet. Der bayerische Ministerpräsident übertrug deshalb am 4. Juli 2002 der Panzerbrigade 12 „Oberpfalz“ die Traditionspflege für die Bayerische Tapferkeitsmedaille. Der Truppenverband baute auch eine diesbezügliche Gedenkstätte mit historischer Ausstellung in den Traditionsräumen der Leopoldkaserne zu Amberg auf. Sie kann dort besichtigt werden.

## Sonstiges
Die goldene Tapferkeitsmedaille des Feldwebels Johann Horn war kraft einer Ausnahmegenehmigung an der Fahne vom 1. Bataillon des 3. Infanterie-Regiment „Prinz Karl von Bayern“ befestigt und blieb die einzige persönliche Auszeichnung die je ein Bayerisches Feldzeichen zierte.
Viele der Verleihungssachverhalte zwischen 1794 und 1871 hat man 1898 in dem dreibändigen Werk des Bayerischen Kriegsarchives Der Bayerische Soldat im Felde publiziert. Die Verleihungen des Ersten Weltkrieges sind allesamt genauestens beschrieben in dem Gedenkwerk Bayerns Goldenes Ehrenbuch. Bayerisches Kriegsarchiv. München 1928.
Nach der Einstellung der Verleihungen existierte der Orden der Bayerischen Tapferkeitsmedaille bis zum Tod des letzten Inhabers Ende des 20. Jahrhunderts als halbstaatliche Körperschaft des öffentlichen Rechts fort. Der Orden verausgabte eine eigene Zeitschrift und benutzte eigenes Briefpapier. Alle Träger erhielten zudem einen Ausweis mit Lichtbild, da sie höchstes gesellschaftliches Ansehen und mancherlei Vergünstigungen genossen, wie etwa Freifahrten in öffentlichen Verkehrsmitteln u. ä.
Anlässlich des 25. Jahrestages der Schlacht bei Tannenberg erhielten alle noch lebenden Inhaber der Tapferkeitsmedaille am 27. August 1939 den Charakter als Leutnant der Landwehr verliehen.
Trotz des Endes der Monarchie bestand stets ein enges Verhältnis der Ordensinhaber zum Bayerischen Königshaus, besonders zu Kronprinz Rupprecht von Bayern, der die Veteranen immer wieder einlud und mit ihnen zusammentraf. Es existiert diesbezüglich ein Foto des Kronprinzen an seinem 85. Geburtstag 1954, inmitten der eingeladenen Inhaber der Bayerischen Tapferkeitsmedaille.
In der Zeit des Nationalsozialismus versuchte die Ordensleitung eine möglichst große politische Neutralität zu wahren. Bei Ordensversammlungen waren Parteiuniformen verpönt, auf den Fotos der Mitgliederausweise sogar kraft Beschluss verboten. Weder in der Ordenszeitung noch auf sonstigen Gegenständen des Ordens (Ausweisen, Abzeichen, Anschreiben, Publikationen) verwendete man jemals ein NS-Emblem. Dennoch avancierte der Nationalsozialist Hans Zöberlein in jener Epoche zum Ordenspräsidenten, was zwar zur geistigen Infiltration in seinem Sinne beitrug, aber an der grundsätzlichen satzungsgemäßen politischen Neutralität nichts änderte.
1969 beim 175-jährigen Stiftungsjubiläum lebten noch 760 Träger der hohen Dekoration und man verausgabte eine Festschrift. Ordenspräsident war damals der Medailleninhaber Hugo Schmitt.

## Bekannt gewordene Inhaber

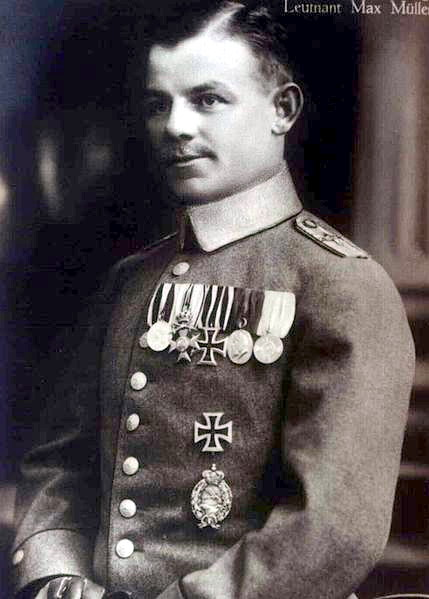
Jagdflieger Max von Müller mit der Bay. Tapferkeitsmedaille (Ordensschnalle, ganz links)

Präsident Hans Zöberlein erlangte als Buchautor große Popularität. Er hatte 1931 seine Weltkriegserlebnisse in Romanform unter dem Titel Der Glaube an Deutschland publiziert und beschrieb darin – zwar mit NS-Färbung – jedoch sehr wirklichkeitsnah und anschaulich seine Kriegsjahre und die Umstände, unter denen er die goldene Bayerische Tapferkeitsmedaille erwarb. Das Buch avancierte mit über 800.000 verkauften Exemplaren schnell zum Bestseller und wurde 1934 unter dem Titel Stoßtrupp 1917 verfilmt. Als ein ungeschönter und realistischer Film über den Ersten Weltkrieg fiel der Streifen jedoch der Zensur zum Opfer und durfte nur verstümmelt und erheblich gekürzt vorgeführt werden. Präsident Zöberlein war selbst beratend an den Aufnahmen beteiligt gewesen, Ludwig Schmid-Wildy führte Regie und spielte mit Beppo Brem zusammen die Hauptrolle. Die Kampfszenen werden in Fachkreisen als die besten bezeichnet, die je über den Ersten Weltkrieg nachgestellt wurden. Der Film ist gerade jüngst wieder in der Originalfassung restauriert worden und auf DVD erhältlich.
Ein weiterer bekannter Inhaber des Ordens war auch Hans Baur, der Privatpilot Adolf Hitlers, der 1957 seine mehrfach aufgelegten und ins Englische übersetzte Memoiren Ich flog Mächtige der Erde veröffentlichte. Darin erzählt der Flieger zu Anfang, wie er im Ersten Weltkrieg die Bayerische Tapferkeitsmedaille erhielt.
Der 1918 gefallene, berühmte bayerische Jagdflieger Max von Müller bekam als Unteroffizier zunächst beide Stufen der Medaille hintereinander, nach seiner Beförderung zum Offizier auch den Militär-Max-Joseph-Orden und den preußischen Pour le Mérite.
Als miteinander zusammenarbeitende NS-Gegner im aktiven Widerstand gegen das Regime wurden die beiden Priester Domkapitular Johannes Kraus von Eichstätt (1890–1974) und Arbeiter-Verbandspräses Leopold Schwarz von München (1897–1961) bekannt. Beide waren Inhaber der Bayerischen Tapferkeitsmedaille Leopold Schwarz veröffentlichte auch selbst seine Kriegserlebnisse unter dem Titel Zwanzig Jahre später (Ketteler-Verlag, München, 1936), außerdem erschien über ihn die Biografie Priester im Volk – Leopold Schwarz (Ludwig Börst, Tyrolia Verlag München, 1938). In beiden Büchern wird der Erwerb der Tapferkeitsmedaille eingehend dargestellt.
Richard Rother, ebenfalls ein Träger der Tapferkeitsmedaille, war ein berühmter Bildhauer und Holzschneider, sowie einer der namhaftesten deutschen Exlibris-Designer.

## Verleihungszahlen laut offizieller Jubiläums-Festschrift, 1969
(Die Zahlen in diversen phaleristischen Werken weichen teilweise davon ab.)

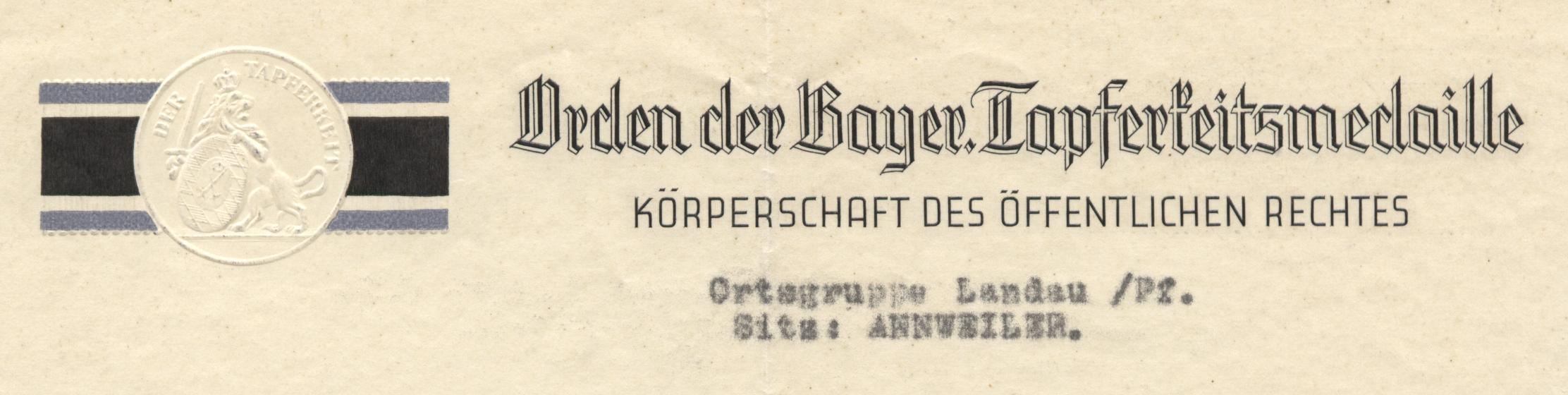
Briefpapier des Ordens

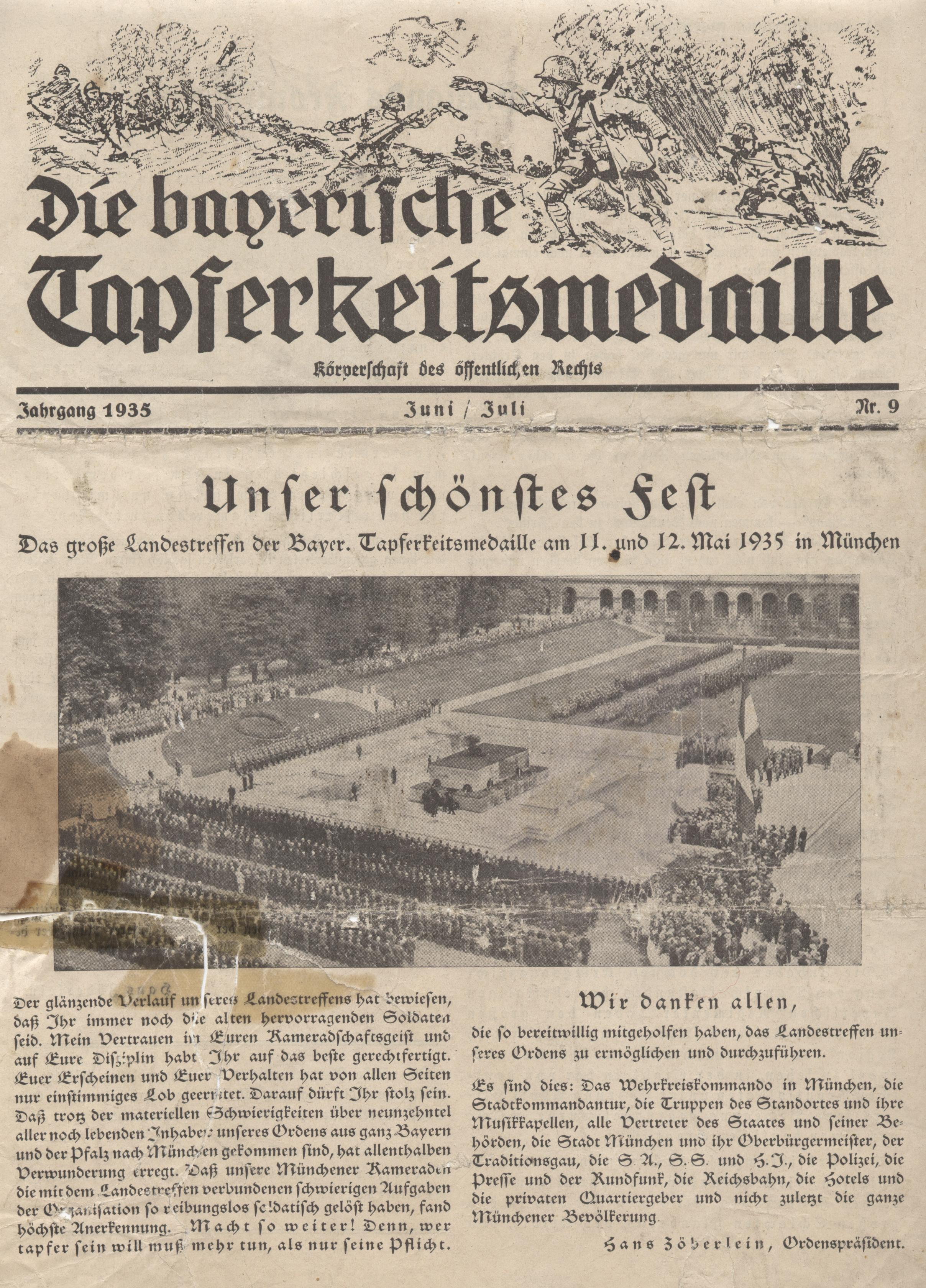
Titelblatt der Ordenszeitung, mit Bericht vom Ordensfest 1935

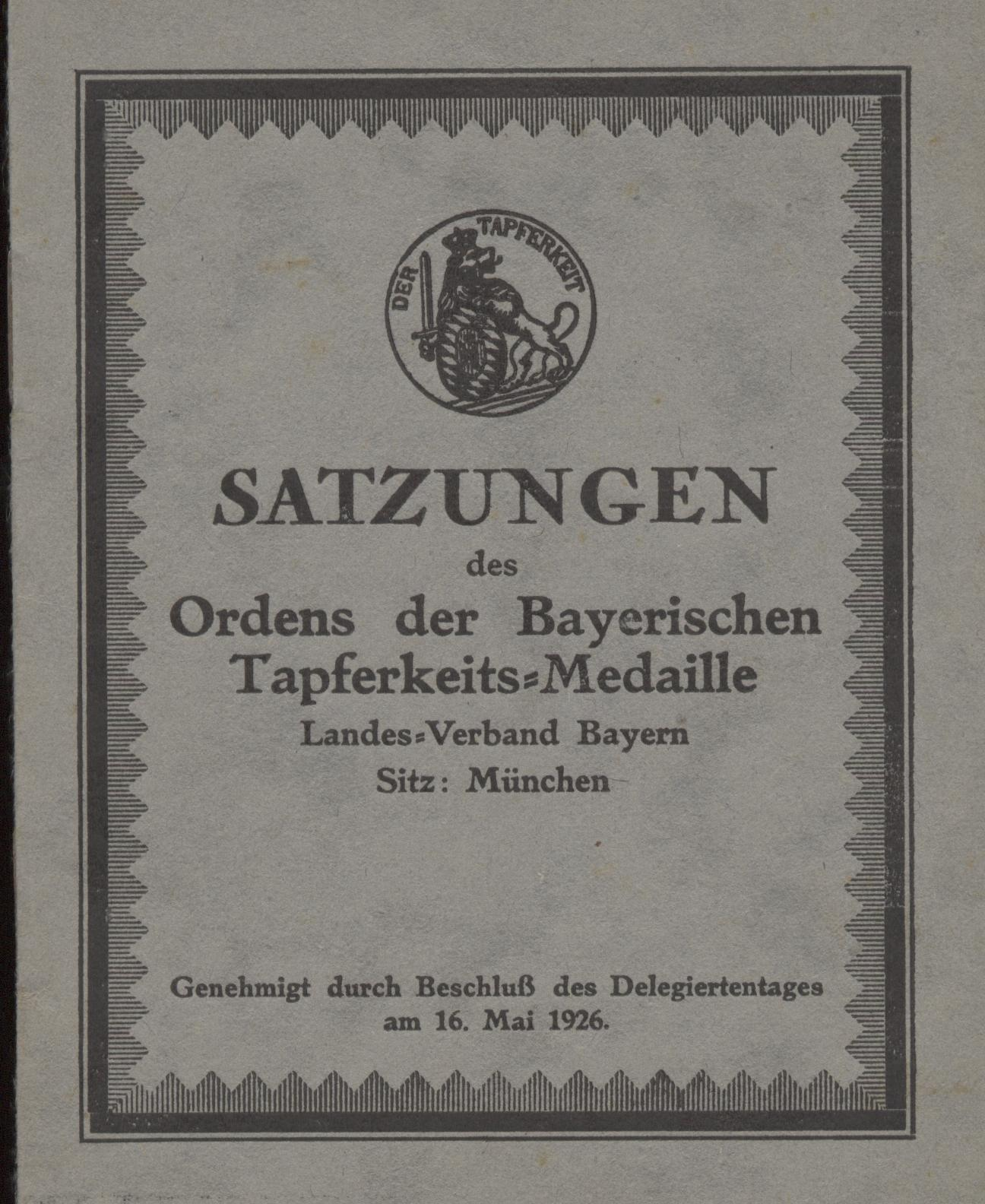
Broschüre mit den Ordenssatzungen, 1926

### Feldzüge 1794 bis 1801 (mit Nachbewilligungen bis 1804)
- 34 goldene Medaillen
- 141 silberne Medaillen

### Feldzüge 1805 bis 1809
- 180 goldene Medaillen
- 944 silberne Medaillen

### Feldzüge 1812 bis 1815 (mit Nachbewilligungen bis 1834)
- 72 goldene Medaillen
- 243 silberne Medaillen

### Bundesfeldzug gegen Dänemark 1849
- 5 goldene Medaillen
- 13 silberne Medaillen

### Deutsch-Deutscher Krieg 1866
- 29 goldene Medaillen
- 93 silberne Medaillen

### Deutsch-Französischer Krieg 1870/71
- 212 goldene Medaillen
- 800 silberne Medaillen

### Boxeraufstand in China 1900/01
- 7 silberne Medaillen

### Hererokämpfe in Süd-West-Afrika 1904
- 3 silberne Medaillen

### Erster Weltkrieg
- 998 goldene Medaillen
- 2839 silberne Medaillen[9]

Laut Angaben des Bayerischen Kriegsarchives wurden mit diversen Nachbewilligungen im 19. Jahrhundert, gerechnet ab den ersten Verleihungen vom 10. April 1795 bis zur letzten Verleihung im März 1920, insgesamt 1474 goldene und 4868 silberne Bayerische Tapferkeitsmedaillen vergeben.

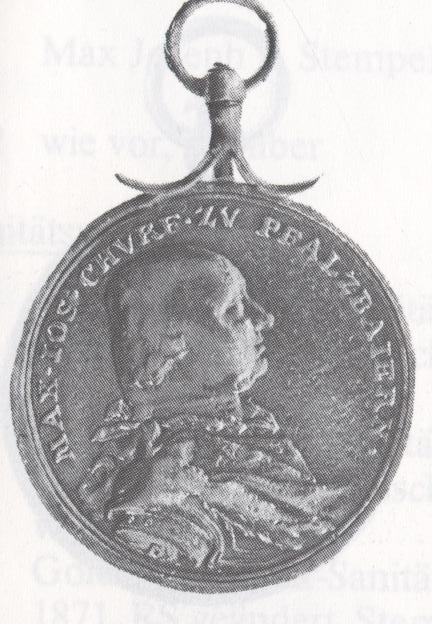
Modell von 1799, Avers
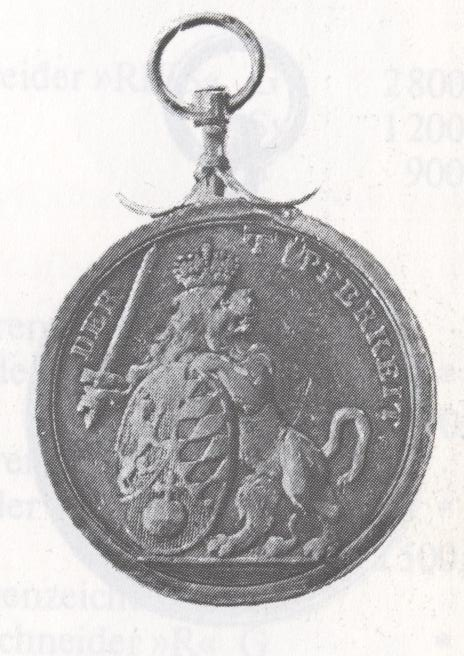
Modell von 1799, Revers